# Oenothera macrocarpa
Espèce
Oenothera macrocarpa (syn. Oenothera missouriensis), l’Œnothère à grandes fleurs, est une espèce de plantes à fleurs du genre Oenothera et de la famille des Onagraceae. Elle est originaire du sud-est des États-Unis, d'où un de ses noms. En français, on l'appelle Onagre.

## Taxonomie
Le nom Oenothera vient des mots grecs ‘oinos’ qui désigne le vin et ‘thêr’ qui signifie chasser les bêtes sauvages. Ce nom désignait chez les grecs une plante (sans doute différente), dont les racines infusées dans du vin, étaient utilisées pour apprivoiser les bêtes sauvages.

## Description
C'est une plante vivace de 35 cm de large et 30 cm de haut à port étalé avec des feuilles vertes lancéolées. Mais au cœur de la rosette apparaissent les tiges florales pouvant atteindre 1,5 m en fin d'été.
Au fur et à mesure que les tiges florales poussent, elles portent à leur sommet des fleurs jaune vif de 6 cm de diamètre environ. Une fois fanées, elles se transforment en gousses de fruit pendant que de nouvelles fleurs apparaissent un peu plus haut.
Les fleurs apparaissent de mai à septembre. Légèrement odorantes, elles s'ouvrent en début de soirée et se fanent le lendemain en fin de matinée. L'ouverture de la fleur a lieu à la tombée de la nuit, en quelques minutes.
Parfaitement comestible, la fleur est utilisée en phytothérapie, en cuisine pour la décoration et même comme ingrédient dans des crèmes-dessert à base de lait où elle apporte son parfum sucré et délicat.

## Culture
Au début du printemps, elle ne recommence sa croissance qu'en avril.
Elle apprécie le soleil et des sols un peu secs (craint l'humidité). Elle supporte le gel jusqu'à -20 °C.
Sa culture à partir de graines est facile, elle a même tendance à devenir invasive.